# كفر دفرية
قرية كفر دفريه هي إحدى القرى التابعة لمركز كفر الشيخ في محافظة كفر الشيخ في جمهورية مصر العربية. حسب إحصاءات سنة 2006، بلغ إجمالي السكان في كفر دفريه 1505 نسمة، منهم 761 رجل و744 امرأة.